# Martie 2004
Acest articol este generat integral pe baza informațiilor din articolul 2004 și este actualizat periodic de un robot.
 Editările făcute în articol vor fi șterse la următoarea actualizare! Dacă doriți să faceți modificări, editați articolul-sursă.

ianuarie -
februarie -
martie -
aprilie -
mai -
iunie -
iulie -
august -
septembrie -
octombrie -
noiembrie -
decembrie
Martie 2004 a fost a treia lună a anului și a început într-o zi de luni.

## Evenimente

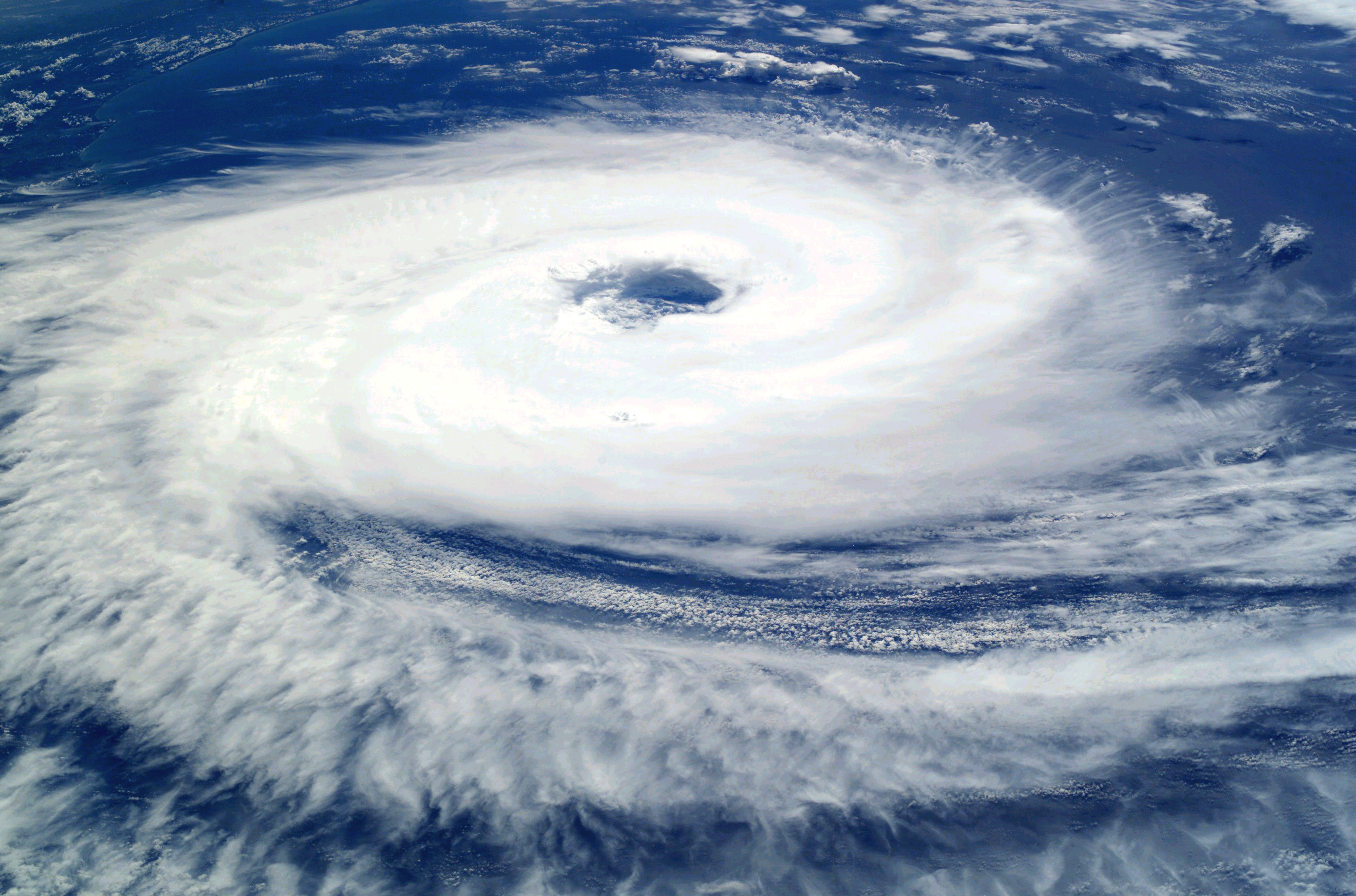
Între 27 și 28 martie Uraganul Catarina lovește o parte a coastei de sud a Braziliei

- 11 martie: Atentatele teroriste de la Madrid: Explozii simultane la oră de vârf în patru trenuri madrilene omoară 200 de oameni, printre care și 16 cetățeni români.
- 14 martie: Pontificatul papei Ioan Paul al II-lea depășește lungimea pontificatului lui Leon al XIII-lea, devenind astfel ca lungime cel de-al treilea pontificat din istorie.
- 14 martie: Au loc alegeri parlamentare în Spania. Partidul Popular al lui José María Aznar este învins de Partidul Socialist Muncitoresc Spaniol al lui José Luis Rodríguez Zapatero.
- 14 martie: Au loc alegeri prezidențiale în Rusia. Vladimir Putin câștigă cu 71,2%.
- 18 martie: În jurul orei 9 AM este declanșată Operațiunea Christ împotriva Mișcării de Integrare Spirituală în Absolut.
- 29 martie: Bulgaria, Estonia, Letonia, Lituania, România, Slovacia și Slovenia sunt admise în NATO, cea mai mare extindere a organizației.[1]

## Nașteri
- 13 martie: Coco Gauff, jucătoare de tenis americană
- 27 martie: Amira Willighagen, cântăreață neerlandeză

## Decese
- 4 martie: Claude Nougaro, 74 ani, poet francez (n. 1929)
- 4 martie: Malcolm Pasley, 77 ani, istoric literar britanic (n. 1926)
- 5 martie: Irina Coroiu, 53 ani, critic român de teatru și film (n. 1950)
- 5 martie: Masanori Tokita, 78 ani, fotbalist japonez (atacant), (n. 1925)
- 6 martie: János Fazekas, 78 ani, comunist român (n. 1926)
- 7 martie: Nicolae Cajal, 84 ani, medic român (n. 1919)
- 7 martie: Eugeniu Gh. Proca, 77 ani, medic român (n. 1927)
- 7 martie: Paul Edward Winfield, 64 ani, actor afro-american (n. 1939)
- 10 martie: Borislav Brondukov, 66 ani, actor ucrainean (n. 1938)
- 10 martie: Mihai Ursachi, 63 ani, poet și traducător român (n. 1941)
- 11 martie: Nelu Stănescu, 46 ani, fotbalist român, (n. 1957)
- 12 martie: Finn Carling, 78 ani, scriitor norvegian (n. 1925)
- 12 martie: Valentina Juravliova, 70 ani, scriitoare rusă (n. 1933)
- 13 martie: Franz König, 98 ani, cardinal austriac (n. 1905)
- 14 martie: René Laloux, 74 ani, regizor francez (n. 1929)
- 15 martie: John Anthony Pople, 78 ani, chimist englez, laureat al Premiului Nobel (1998), (n. 1925)
- 18 martie: Radu Manicatide, 91 ani, inginer român (n. 1912)
- 19 martie: Pavel Creangă, 71 ani, general din Republica Moldova (n. 1933)
- 20 martie: Regina Juliana a Țărilor de Jos (n. Juliana Louise Emma Marie Wilhelmina), 94 ani (n. 1909)
- 21 martie: Gheorghe Baciu, 80 ani, maestru coregraf român (n. 1923)
- 21 martie: Sergiu Duca, 68 ani, medic român (n. 1936)
- 21 martie: Paraschiv Oprea, 66 ani, dirijor, pianist și compozitor român (n. 1937)
- 22 martie: Lisa Ferraday, 83 ani, actriță și fotomodel de origine română (n. 1921)
- 25 martie: Adrian Ovidiu Moțiu, 73 ani, senator român (1992-1996), (n. 1930)
- 26 martie: Alexandru V. Grossu, 93 ani, biolog român (n. 1910)
- 26 martie: Takeshi Kamo, 89 ani, fotbalist japonez (atacant), (n. 1915)
- 28 martie: Robert Merle, 95 ani, romancier francez de etnie algeriană (n. 1908)
- 28 martie: Peter Ustinov, (n. Peter Alexander Freiherr von Ustinov), 82 ani, actor, regizor britanic (n. 1921)
- 30 martie: Aurel Giurumia, 73 ani, actor român (n. 1931)